# Ламе, Кинтин
Мануэ́ль Кинти́н Ла́ме Ча́нтре (исп. Manuel Quintín Lame Chantre, 26 октября 1880, Попаян — 7 октября 1967, Толима) — колумбийский индеец, борец за права коренного населения.

## Биография
Родился в семье коренных индейцев на небольшой арендуемой ферме. Во время войны 1885 года его глухонемая сестра Лисения, была изнасилована. Во время Тысячедневной войны его брат Феличиано был убит. В 1901 году вступил в вооружённые силы Колумбийской консервативной партии и отправился в Панаму, где стал сторонником борьбы местных жителей за свободу и независимость страны под руководством мятежника Викториано Лоренсо.
Научился читать и писать во время военной службы, познакомился с вопросами права.
В 1911 году основал Движение коренных народов. В 1914 году попытался создать республику коренных жителей, образованную в департаментах Каука, Толима, Уила и Валье-дель-Каука. Его движение выросло и превратилось в «Guerra Racial».
В 1921 году был арестован, и проведя три года в тюрьме, присоединился к движению Толима. В 1924 году написал книгу «El pensamiento del indio que se Educó en las selvas colombianas». Умер в 1967 году в Ортеге, Толима.

## Память
В его честь было названо Вооружённое движение имени Кинтина Ламе.